# American Music Award for Favorite Country Male Artist
Die American Music Awards in der Kategorie Favorite Country Male Artist wurden seit 1974 verliehen. Die meisten Preise erhielt Garth Brooks, der den Award acht Mal gewann, dabei sechs Mal hintereinander. Am häufigsten nominiert war George Strait mit insgesamt 12 Nominierungen (bei lediglich zwei Gewinnen).

## Übersicht

### 1970er Jahre
| Jahr | Künstler        | Ref |
| ---- | --------------- | --- |
| 1974 | Charley Pride   |     |
| 1974 | Merle Haggard   |     |
| 1974 | Conway Twitty   |     |
| 1975 | Charlie Rich    |     |
| 1975 | Roy Clark       |     |
| 1975 | Charley Pride   |     |
| 1976 | John Denver     |     |
| 1976 | Merle Haggard   |     |
| 1976 | Charlie Rich    |     |
| 1977 | Charley Pride   |     |
| 1977 | Freddy Fender   |     |
| 1977 | Conway Twitty   |     |
| 1978 | Conway Twitty   |     |
| 1978 | Waylon Jennings |     |
| 1978 | Kenny Rogers    |     |
| 1979 | kenny Rogers    |     |
| 1979 | Merle Haggard   |     |
| 1979 | Ronnie Milsap   |     |

### 1980er Jahre
| Jahr | Künstler          | Ref |
| ---- | ----------------- | --- |
| 1980 | Kenny Rogers      |     |
| 1980 | Waylon Jennings   |     |
| 1980 | Willie Nelson     |     |
| 1981 | Kenny Rogers      |     |
| 1981 | Willie Nelson     |     |
| 1981 | Charley Pride     |     |
| 1982 | Willie Nelson     |     |
| 1982 | Ronnie Milsap     |     |
| 1982 | T. G. Sheppard    |     |
| 1982 | Don Williams      |     |
| 1983 | Kenny Rogers      |     |
| 1983 | Ricky Skaggs      |     |
| 1983 | Hank Williams Jr. |     |
| 1984 | Willie Nelson     |     |
| 1984 | Ronnie Milsap     |     |
| 1984 | Kenny Rogers      |     |
| 1984 | Conway Twitty     |     |
| 1985 | Kenny Rogers      |     |
| 1985 | Ricky Skaggs      |     |
| 1985 | Hank Williams Jr. |     |
| 1986 | Willie Nelson     |     |
| 1986 | Lee Greenwood     |     |
| 1986 | Hank Williams Jr. |     |
| 1987 | Willie Nelson     |     |
| 1987 | Ronnie Milsap     |     |
| 1987 | George Strait     |     |
| 1987 | Hank Williams Jr. |     |
| 1988 | Randy Travis      |     |
| 1988 | George Strait     |     |
| 1988 | Hank Williams Jr. |     |
| 1989 | Randy Travis      |     |
| 1989 | George Strait     |     |
| 1989 | Hank Williams Jr. |     |

### 1990er Jahre
| Jahr | Künstler          | Ref   |
| ---- | ----------------- | ----- |
| 1990 | Randy Travis      | [ 1 ] |
| 1990 | George Strait     | [ 1 ] |
| 1990 | Hank Williams Jr. | [ 1 ] |
| 1991 | George Strait     | [ 2 ] |
| 1991 | Clint Black       | [ 2 ] |
| 1991 | Garth Brooks      | [ 2 ] |
| 1992 | Garth Brooks      |       |
| 1992 | Clint Black       |       |
| 1992 | Ricky Van Shelton |       |
| 1993 | Garth Brooks      | [ 3 ] |
| 1993 | Billy Ray Cyrus   | [ 3 ] |
| 1993 | Vince Gill        | [ 3 ] |
| 1993 | Alan Jackson      | [ 3 ] |
| 1994 | Garth Brooks      |       |
| 1994 | Vince Gill        |       |
| 1994 | Alan Jackson      |       |
| 1994 | George Strait     |       |
| 1995 | Garth Brooks      | [ 4 ] |
| 1995 | Vince Gill        | [ 4 ] |
| 1995 | Alan Jackson      | [ 4 ] |
| 1996 | Garth Brooks      | [ 5 ] |
| 1996 | Alan Jackson      | [ 5 ] |
| 1996 | George Strait     | [ 5 ] |
| 1997 | Garth Brooks      | [ 6 ] |
| 1997 | Alan Jackson      | [ 6 ] |
| 1997 | George Strait     | [ 6 ] |
| 1998 | George Strait     | [ 7 ] |
| 1998 | Clint Black       | [ 7 ] |
| 1998 | Alan Jackson      | [ 7 ] |
| 1999 | Garth Brooks      |       |
| 1999 | Tim McGraw        |       |
| 1999 | George Strait     |       |

### 2000er Jahre
| Jahr | Künstler      | Ref    |
| ---- | ------------- | ------ |
| 2000 | Garth Brooks  | [ 8 ]  |
| 2000 | Tim McGraw    | [ 8 ]  |
| 2000 | George Strait | [ 8 ]  |
| 2001 | Tim McGraw    |        |
| 2001 | Alan Jackson  |        |
| 2001 | George Strait |        |
| 2002 | Tim McGraw    |        |
| 2002 | Alan Jackson  |        |
| 2002 | Toby Keith    |        |
| 2003 | Tim McGraw    | [ 9 ]  |
| 2003 | Alan Jackson  | [ 9 ]  |
| 2003 | Toby Keith    | [ 9 ]  |
| 2003 | Tim McGraw    | [ 10 ] |
| 2003 | Kenny Chesney | [ 10 ] |
| 2003 | Alan Jackson  | [ 10 ] |
| 2003 | Toby Keith    | [ 10 ] |
| 2004 | Toby Keith    | [ 11 ] |
| 2004 | Kenny Chesney | [ 11 ] |
| 2004 | Alan Jackson  | [ 11 ] |
| 2004 | Tim McGraw    | [ 11 ] |
| 2005 | Tim McGraw    | [ 12 ] |
| 2005 | Kenny Chesney | [ 12 ] |
| 2005 | Toby Keith    | [ 12 ] |
| 2006 | Toby Keith    | [ 13 ] |
| 2006 | Kenny Chesney | [ 13 ] |
| 2006 | Keith Urban   | [ 13 ] |
| 2007 | Tim McGraw    | [ 14 ] |
| 2007 | Toby Keith    | [ 14 ] |
| 2007 | Brad Paisley  | [ 14 ] |
| 2008 | Brad Paisley  | [ 15 ] |
| 2008 | Garth Brooks  | [ 15 ] |
| 2008 | Kenny Chesney | [ 15 ] |
| 2009 | Keith Urban   | [ 16 ] |
| 2009 | Jason Aldean  | [ 16 ] |
| 2009 | Darius Rucker | [ 16 ] |

### 2010er Jahre
| Jahr | Künstler      | Ref    |
| ---- | ------------- | ------ |
| 2010 | Brad Paisley  | [ 17 ] |
| 2010 | Jason Aldean  | [ 17 ] |
| 2010 | Luke Bryan    | [ 17 ] |
| 2011 | Blake Shelton | [ 18 ] |
| 2011 | Jason Aldean  | [ 18 ] |
| 2011 | Brad Paisley  | [ 18 ] |
| 2012 | Luke Bryan    | [ 19 ] |
| 2012 | Jason Aldean  | [ 19 ] |
| 2012 | Eric Church   | [ 19 ] |
| 2013 | Luke Bryan    | [ 20 ] |
| 2013 | Hunter Hayes  | [ 20 ] |
| 2013 | Blake Shelton | [ 20 ] |
| 2014 | Luke Bryan    | [ 21 ] |
| 2014 | Jason Aldean  | [ 21 ] |
| 2014 | Blake Shelton | [ 21 ] |
| 2015 | Luke Bryan    | [ 22 ] |
| 2015 | Jason Aldean  | [ 22 ] |
| 2015 | Sam Hunt      | [ 22 ] |
| 2016 | Blake Shelton | [ 23 ] |
| 2016 | Luke Bryan    | [ 23 ] |
| 2016 | Thomas Rhett  | [ 23 ] |
| 2017 | Keith Urban   | [ 24 ] |
| 2017 | Sam Hunt      | [ 24 ] |
| 2017 | Thomas Rhett  | [ 24 ] |
| 2018 | Kane Brown    | [ 25 ] |
| 2018 | Luke Bryan    | [ 25 ] |
| 2018 | Thomas Rhett  | [ 25 ] |
| 2019 | Kane Brown    | [ 26 ] |
| 2019 | Luke Combs    | [ 26 ] |
| 2019 | Thomas Rhett  | [ 26 ] |

### 2020er Jahre
| Jahr | Künstler        | Ref    |
| ---- | --------------- | ------ |
| 2020 | Kane Brown      | [ 27 ] |
| 2020 | Luke Combs      | [ 27 ] |
| 2020 | Morgan Wallen   | [ 27 ] |
| 2021 | Luke Bryan      | [ 28 ] |
| 2021 | Chris Stapleton | [ 28 ] |
| 2021 | Jason Aldean    | [ 28 ] |
| 2021 | Luke Combs      | [ 28 ] |
| 2021 | Morgan Wallen   | [ 28 ] |
| 2022 | Morgan Wallen   | [ 29 ] |
| 2022 | Luke Combs      | [ 29 ] |
| 2022 | Walker Hayes    | [ 29 ] |
| 2022 | Cody Johnson    | [ 29 ] |
| 2022 | Chris Stapleton | [ 29 ] |

## Mehrfachsieger
8 Awards
- Garth Brooks

6 Awards
- Tim McGraw

5 Awards
- Luke Bryan
- Kenny Rogers

4 Awards
- Willie Nelson

3 Awards
- Charley Pride
- Randy Travis
- Kane Brown

2 Awards
- Toby Keith
- Brad Paisley
- Blake Shelton
- George Strait
- Keith Urban

### Mehrfachnominierte
12 Nominierungen
- George Strait

10 Nominierungen
- Garth Brooks
- Alan Jackson

9 Nominierungen
- Tim McGraw

7 Nominierungen
- Jason Aldean
- Luke Bryan
- Toby Keith
- Kenny Rogers

6 Nominierungen
- Willie Nelson
- Charley Pride
- Hank Williams Jr.

5 Nominierungen
- Kenny Chesney
- Conway Twitty

4 Nominierungen
- Luke Combs
- Brad Paisley
- Thomas Rhett
- Blake Shelton

3 Nominierungen
- Clint Black
- Vince Gill
- Merle Haggard
- Ronnie Milsap
- Randy Travis
- Keith Urban
- Morgan Wallen

2 Nominierungen
- Sam Hunt
- Waylon Jennings
- Charlie Rich
- Chris Stapleton